# Montrouge
Montrouge település Franciaországban, Hauts-de-Seine megyében. Lakosainak száma 46 273 fő (2022. január 1.). Montrouge Párizs, Gentilly, Arcueil, Bagneux, Châtillon és Malakoff községekkel határos.

## Népesség
A település népességének változása:
| Lakosok száma | 46 500 | 49 656 | 48 991 | 49 372 | 50 260 | 48 734 | 48 352 | 47 907 | 47 657 | 46 273 |
|               | 2007   | 2013   | 2015   | 2016   | 2017   | 2018   | 2019   | 2020   | 2021   | 2022   |

## Híres szülöttei
- Émile Boutroux (1845–1921), filozófus, filozófia- és vallástörténész
- Raoul Pugno (1852–1914), zeneszerző
- Octave Lapize (1887–1917), az 1910-es Tour de France győztese
- Marcel Chevalier (1921–2008), Franciaország utolsó hóhéra
- Jacques Dynam (1923–2004), színész
- Claude Sautet (1924–2000), filmrendező és forgatókönyvíró
- Gérard Brach (1927–2006), forgatókönyvíró
- Raymond Federman (1928–2009), író, költő, műfordító és kritikus